# Panurginus polytrichus
Panurginus polytrichus là một loài Hymenoptera trong họ Andrenidae. Loài này được Cockerell mô tả khoa học năm 1909.